# Лизурус
Лизу́рус (лат. Lysurus) — род грибов семейства весёлковые (Phallaceae), включающий три вида.

## Описание
Внутренняя поверхность плодовых тел покрыта неприятно пахнущей слизистой спороносной глебой, привлекающей насекомых. Споры лизуруса эллипсоидные, коричневые, 4—5×1,5—2 мкм.

## Таксономия

### Синонимы
- Calathiscus Mont., 1841
- Desmaturus (Schltdl.) Kalchbr., 1880
- Dictyobole G.F.Atk. & Long, 1902
- Foetidaria A. St.-Hil., 1835
- Kalchbrennera Berk. 1876
- Kupsura Lloyd, 1924
- Lloydia C.H. Chow, 1935, nom. illeg.
- Mycopharus Petch, 1926
- Pharus Petch, 1919, nom. illeg.
- Schizmaturus (Corda) Kalchbr., 1880
- Simblum Klotzsch ex Hook., 1831
- Sinolloydia C.H. Chow, 1936

### Представители
По данным Index Fungorum, род Лизурус включает три вида:
- Lysurus cruciatus (Lepr. & Mont.) Henn., 1902
- Lysurus gardneri Berk., 1846 — Лизурус Гарднера
- Lysurus mokusin (L.) Fr., 1823 typus